# Tickmussling
Tickmussling (Antrodia heteromorpha) är en svampart som först beskrevs av Elias Fries, och fick sitt nu gällande namn av Donk 1966. Enligt Catalogue of Life ingår Tickmussling i släktet Antrodia,  och familjen Fomitopsidaceae, men enligt Dyntaxa är tillhörigheten istället släktet Antrodia,  och familjen Meripilaceae. Arten är reproducerande i Sverige. Inga underarter finns listade i Catalogue of Life.